# Hadige Estate, Sakleshpur
Hadige Estate là một làng thuộc tehsil Sakleshpur, huyện Hassan, bang Karnataka, Ấn Độ.